# ASTRO-E

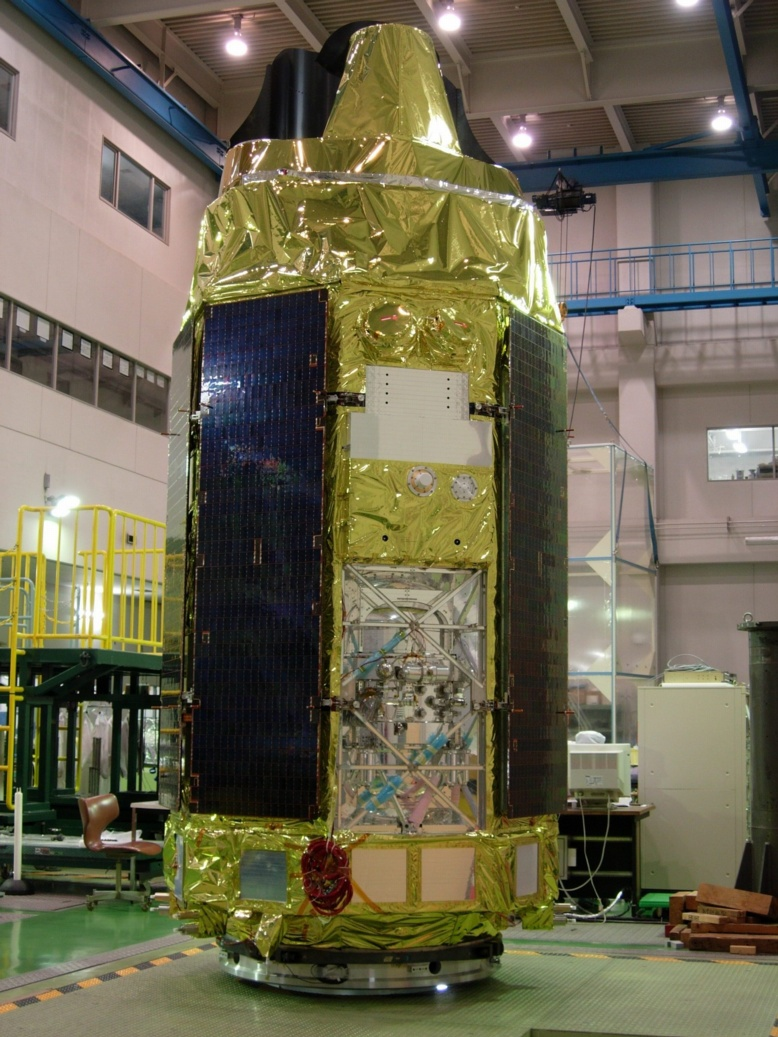
L'ASTRO-E2.

L'ASTRO-E i ASTRO-MII (també ASTRO-E2) són satèl·lits japonesos construïts principalment per la JAXA amb l'objectiu d'estudiar el cel en el rang dels raigs X. El 2000 el llançament de l'ASTRO-E va fallar i el satèl·lit es va perdre a l'oceà, de manera que el 10 de juliol del 2005 es va llançar un reemplaçament conegut com a ASTRO-MII. Aquest satèl·lit té una alta resolució espectroscòpica i també la capacitat d'estudiar una banda d'energia prou ampla, des dels raigs X suaus fins als raigs gamma (0,3-600 keV). Aquestes característiques són essencials a l'hora d'estudiar fenòmens astronòmics que involucren grans energies, com forats negres i supernoves. Després de l'èxit en el llançament, l'ASTRO-MII va ser rebatejat com Suzaku una divinitat japonesa similar al fènix el nom significa "ocell vermell del sud".
El satèl·lit va funcionar correctament fins al 29 de juliol del 2005, quan va tenir la primera d'una sèrie de complicacions amb el sistema de buit. El 8 d'agost del 2005 aquest error va causar el vessament de l'heli líquid usat com refrigerant a l'espai, quedant a partir d'aleshores l'instrument principal del satèl·lit, el XRS, inutilitzat tot i que els altres instruments no es van veure afectats.
El ASTRO-MII porta a bord dels següents instruments científics:
- X-ray Spectrometer (XRS)
- X-ray Imaging Spectrometer (XIS)
- Hard X-ray Detector (HXD)

No es preveu el seu retorn fins al 2020.